# Emilio Gutiérrez
Emilio Gutiérrez (* 1963) ist ein mexikanischer Journalist, der momentan in den USA lebt. Er arbeitete für die mexikanische Zeitung „El Diario de el Noreste“. Nachdem er Todesdrohungen durch einen General der mexikanischen Armee erhielt, da er kritisch über diese berichtete, floh er mit seinem Sohn in die USA.
Im Dezember 2017 wurde Gutiérrez's Asylantrag abgelehnt, zur Bestürzung der Reporter ohne Grenzen, die daraufhin forderten, ihm Asyl zu gewähren, und seine sofortige Abschiebung angeordnet. Gutiérrez behauptet, dies käme für ihn mit einem Todesurteil gleich. Während seinem Einspruch wurde Gutiérrez in ein Gefangenenlager in Sierra Blanca gesendet, dessen Haftbedingungen er als sehr schlecht beschreibt.
Gutiérrez erhielt den John Aubuchon Press Freedom Award vom US-Presseclub im Dezember 2017. Die Vergabe wurde mittels Videokonferenz getätigt.